# Ludwig Linkmann
Ludwig Linkmann (né le 16 juin 1902 à Giessen, mort le 12 juin 1963 dans la même ville) est un acteur allemand.

## Biographie
Linkmann a en 1927 un engagement au théâtre de Giessen, où il reste jusqu'en 1931. De 1931 à 1933, il travaille au Reußisches Theater de Gera et de 1933 à 1938 au théâtre de Darmstadt. De 1938 à 1944, il joue à la Volksbühne Berlin. De 1947 à 1953, il fait partie de l'ensemble du Schauspielhaus Düsseldorf. En 1953, il vient au Deutsches Schauspielhaus à Hambourg.
À partir de 1939, il est acteur au cinéma dans des rôles de figuration.

## Filmographie
- 1939 : Kornblumenblau
- 1940 : Les Rothschilds
- 1940 : Der Kleinstadtpoet (de)
- 1942 : Wenn du noch eine Heimat hast
- 1942 : Die Erbin vom Rosenhof
- 1945 : Via Mala
- 1945 : Leuchtende Schatten (de)
- 1945 : Le Cas Molander
- 1947 : … und über uns der Himmel
- 1949 : Die Reise nach Marrakesch (de)
- 1955 : Hanussen
- 1955 : Rendez-moi justice
- 1956 : Ich und meine Schwiegersöhne (de)
- 1956 : Le Capitaine de Köpenick
- 1956 : Heidemelodie (de)
- 1957 : Rendez-vous à Zürich
- 1957 : La Tour de verre (de)
- 1957 : Les Nuits du Perroquet vert
- 1957 : Das Herz von St. Pauli
- 1958 : Zone-Est interdite (Le monde a tremblé)
- 1958 : L'Ange sale (de)
- 1958 : Grabenplatz 17 (de)
- 1958 : Der Mann im Strom
- 1958 : La Muselière (de)
- 1958 : Peter Foss, le voleur de millions (Peter Voss, der Millionendieb) de Wolfgang Becker
- 1958 : Der eiserne Gustav (de)
- 1958 : Le Brigand au grand cœur (de)
- 1958 : Solange das Herz schlägt
- 1959 : Vieil Heidelberg (Alt Heidelberg)
- 1959 : Peter Voss – der Held des Tages (de)
- 1960 : Cambriolage en musique
- 1960 : Le Vengeur défie Scotland Yard
- 1960 : Wenn die Heide blüht (de)
- 1961 : Zwei unter Millionen

### Télévision
- 1954 : Künstlerpech
- 1954 : Neues aus dem sechsten Stock
- 1962 : Golden Boy (de)
- 1962 : Der tolle Tag

## Crédit d'auteurs
- (de) Cet article est partiellement ou en totalité issu de l’article de Wikipédia en allemand intitulé « Ludwig Linkmann » (voir la liste des auteurs).